# (31491) Demessie
(31491) Demessie est un astéroïde de la ceinture principale.

## Description
(31491) Demessie est un astéroïde de la ceinture principale. Il fut découvert le 10 février 1999 à Socorro (Nouveau-Mexique) par le projet LINEAR. Il présente une orbite caractérisée par un demi-grand axe de 2,46 UA, une excentricité de 0,01 et une inclinaison de 3,1° par rapport à l'écliptique.

## Compléments